# HMS E12
HMS E12 – brytyjski okręt podwodny typu E. Zbudowany w latach 1912–1914 w Chatham Dockyard, Chatham kosztem 101 900 funtów. Okręt został wodowany 5 września 1914 r. i rozpoczął służbę w Royal Navy 14 października 1914 roku.
Pierwszym dowódcą był Lt. Cdr. K. M. Bruce. Po rozpoczęciu służby w Royal Navy okręt został przydzielony do o Ósmej Flotylli Okrętów Podwodnych (8th Submarine Flotilla), stacjonującej w Harwich. W 1914 roku jednostka odbywała patrole w rejonie Morza Północnego.
W 1915 okręt został skierowany do działań wojennych na Morzu Marmara, aby uczestniczyć w operacjach w Cieśninie Dardanelskiej pod dowództwem Lt. Cdr. K. M. Brucea, a później Lt. F. A. Williams-Freemana.
Na przełomie października i listopada 1915 roku pod dowództwem Lt. Brucea okręt pobił rekord w długości patrolu, przebywając poza portem przez 40 dni. Jednostka wpadła w sieci przeciw okrętom podwodnym. Na pewien czas jej stery zostały uszkodzone i zeszła na głębokość 245 stóp. Była to największa wówczas osiągnięta głębokość przez brytyjską łódź podwodną. W krótkim czasie usterkę udało się naprawić i okręt wyszedł na powierzchnię, gdzie dostał się pod ogień baterii nabrzeżnych.
W lecie 1916 roku E12 stacjonował na Malcie przydzielony do Flotylli Med Okrętów Podwodnych (Med Submarine Flotilla) pod dowództwem Cdr. K. M. Brucea.
Po zakończeniu działań wojennych okręt pozostał na Malcie i 7 marca 1921 roku został sprzedany.